# ناسور

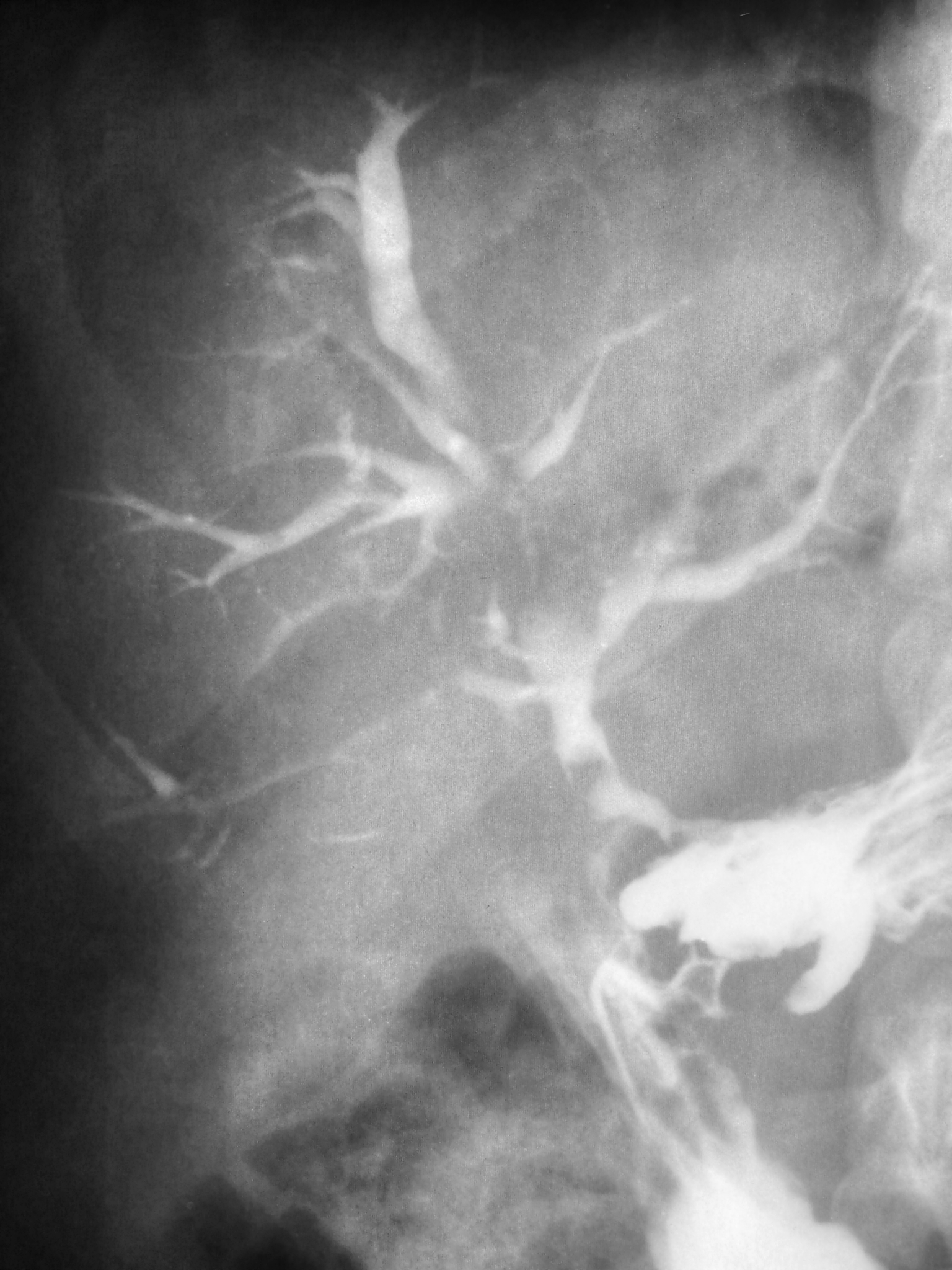
ناسور اثنا عشري صفراوي

النَّاسُور أو النَّاصُور في الطب (الجمع: نَوَاسِيرٌ) (بالإنجليزية: Fistula)‏ وهو اتصال غير طبيعي أو ممر بين بين فراغين أجوفين (من الناحية التقنية، هما سطحان من نسيج طلائي)، مثل الأوعية الدموية أو الأمعاء أو أعضاء مجوفة أخرى. عادة ما تحدث النواسير بسبب إصابة أو جراحة، ولكنها يمكن أيضا أن تنتج عن عدوى أو التهاب. النواسير بصفة عامة هي حالة مرضية، ولكن قد يتم خلقها جراحيًا لأسباب علاجية.
في علم النبات، يكون المصطلح أكثر شيوعًا في أشكاله الوصفية، حيث يتم استخدامه في أسماء ذات الحدين للإشارة إلى الأنواع التي تتميز بهياكل مجوفة أو أنبوبية. على سبيل المثال، المونردة الأنبوبية لديها أزهارًا أنبوبية؛ إيوتركيام القصبي له جذع أنبوبي ؛ الثوم القصبي له أوراق مجوفة أو أنبوبية، وفي صمغ السنط السيال. الناسور هو نوع فرعي له أشواك جوفاء.

## أمثلة على النواسير
للنواسير أنواع متعددة منها:
- ناسور شعري
- ناسور شرياني وريدي
- ناسور فموي غاري
- ناسور صيواني
- ناسور مريئي قصبي
- ناسور حول الشرج
- ناسور الولادة
- ناسور تيهي

## أماكن وجوده
يمكن أن تحدث النواسير في أجزاء مختلفة من الجسم. تم ترتيب القائمة التالية حسب التصنيف الإحصائي الدولي للأمراض والمشكلات الصحية ذات الصلة.

### إتش: أمراض العين والملحقات والأذن والناتئ الخشائي
- (H04.6) ناسور دمعي
- (H05.81) الناسور الكهفي السباتي
- (H70.1) ناسور الخشاء

```
  * الناسور القحفي الجيبي: بين الفراغ داخل الجمجمي 
والجيوب الأنفية
```

- (H83.1) الناسور التيهي

```
 * ناسور الليمف المحيطي: تمزق بين الأغشية بين 
الأذنين الوسطى
 
والداخلية
```

- الناسور أمام الأذن

```
 * ناسور أمام الأذن: عادة يكون أعلى ساق حِتار الأذنين
```

### آي: أمراض الجهاز الدوري
- (I25.4) ناسور شرياني وريدي في الشريان التاجي ، مكتسب
- (I28.0) ناسور شرياني وريدي في الأوعية الرئوية

```
 * ناسور شرياني وريدي: بين الشريان والوريد في 
الرئتين
، مما يؤدي إلى تحويل الدم. وهو ما ينتج عنه 
دم مؤكسد
 بشكل غير صحيح.
```

- (I67.1) الناسور الشرياني الوريدي الدماغي، مكتسب
- (I77.0) ناسور شرياني وريدي، مكتسب
- (I77.2) الناسور الشرياني

### جاي: أمراضالجهاز التنفسي
- (J86.0) تقيح الصدر مع ناسور
- (J95.0) الناسور الرغامي المريئي، بين القصبة الهوائية والمريء. وه ما قد يكون خلقيًا أو مكتسبًا، على سبيل المثال كإحدى مضاعفات الفغر الرغامي.

### كاي: أمراضالجهاز الهضمي
- (K11.4) ناسور الغدة اللعابية
- (K31.6) ناسور المعدة والاثني عشر
- (K31.6) الناسور المَعِدي القولوني
- (K31.6) ناسور معدي صائمي قولوني - ناسور يتكون بعد عملية بيلروث الثانية بين القولون المستعرض والصائم العلوي (الذي، بعد عملية بيلروث الثانية، يتصل بما تبقى من المعدة). تمر مادة البراز بشكل غير صحيح من القولون إلى المعدة وتسبب رائحة الفم الكريهة.
- الناسور المعوي الجلدي: بين الأمعاء وسطح الجلد، أي من الإثني عشر أو الصائم أو اللفائفي. يستثني من هذا التعريف النواسير الناشئة من القولون أو الزائدة الدودية.
- الناسور المعدي: من المعدة إلى سطح الجلد
- (K38.3) ناسور من الزائدة الدودية
- (K60) ناسور وشقوق الشرج والمستقيم
- (K60.3) الناسور الشرجي
- (K60.5) الناسور الشرجي المستقيمي (ناسور برازي، ناسور في الشرج): يصل بين المستقيم أو منطقة شرجية أخرى وسطح الجلد. هذا يؤدي إلى إفراز غير طبيعي للبراز من خلال فتحة أخرى غير فتحة الشرج.
- (K63.2) ناسور من الأمعاء
- الناسور المعوي _ المعوي: بين جزئين من الأمعاء
- (K82.3) ناسور المرارة
- (K83.3) ناسور القناة الصفراوية

```
 * ناسور القناة الصفراوية: يصل القناة الصفراوية بسطح الجلد، وغالبا ما يكون بسبب جراحة في المرارة
```

- الناسور البنكرياسي: يصل بين البنكرياس والخارج عبر جدار البطن

### إم:أمراضالجهاز العضلي الهيكليوالنسيج الضام
- (M25.1) ناسور المفصل

### إن: أمرضالجهاز البولي التناسلي
- (N32.1) الناسور المثاني المعوي
- (N36.0) ناسور إحليلي

إنورا: بين قُرَيبَةُ البروستاتة وخارج الجسم
- (N64.0) ناسور الحلمة
- (N82) الناسور يشمل المسالك التناسلية الأنثوية / ناسور الولادة
- (N82.0) الناسور المثاني المهبلي: بين المثانة والمهبل
- (N82.1) النواسير البولية التناسلية الأنثوية الأخرى

الناسور العنقي: فتحة غير طبيعية في عنق الرحم
- (N82.2) ناسور من المهبل إلى الأمعاء الدقيقة

الناسور المثاني المعوي: بين الأمعاء والمهبل
- (N82.3) الناسور من المهبل إلى الأمعاء الغليظة

ناسور مستقيمي: بين المستقيم والمهبل
- (N82.4) نواسير معوية تناسلية أنثوية أخرى
- (N82.5) نواسير بين الجهاز التناسلي الأنثوي والجلد
- (N82.8) ناسور الجهاز التناسلي الأنثوي الأخرى
- (N82.9) ناسور جهاز تناسلي أنثوي، غير محدد

### كيو: التشوهات الخلقية وعيوب التخليق والتشوهات الصبغية
- (Q18.0) جيب وناسور وكيس الشق الخيشومي

الناسور أمام الأذن الخلقي: حفرة صغيرة أمام الأذن. يعرف أيضا باسم حفرة الأذن أو الجيب أمام الأذن.
- (Q26.6) الناسور بين الشريان الكبدي والوريد البابي
- (Q38.0) ناسور الشفاه الخلقي
- (Q38.4) ناسور خلقي في الغدة اللعابية
- (Q42.0) غياب خلقي وانسداد وضيق المستقيم مع ناسور
- (Q42.2) غياب خلقي وانسداد وضيق فتحة الشرج مع ناسور
- (Q43.6) ناسور خلقي في المستقيم والشرج
- (Q51.7) النواسير الخلقية بين الرحم والجهاز الهضمي والمسالك البولية
- (Q52.2) ناسور مستقيمي مهبلي خلقي

### تي: أسباب خارجية
- (T14.5) ناسور شرياني وريدي بسبب صدمة
- (T81.8) ناسور دائم بعد الجراحة

## الأنواع
للنواسير أنواع مختلفة تتضمن:
| الاسم    | التعريف                                                                           |
| -------- | --------------------------------------------------------------------------------- |
| غير نافذ | له نهاية مفتوحة واحدة فقط؛ يمكن أيضا أن يطلق على الناسور الغير نافذ اسم مسلك جيبي |
| كامل     | مع كلتا الفتحتين الداخلية والخارجية                                               |
| غير كامل | ناسور مع فتحة خارجية بالجلد، والتي لا تتصل بأي عضو داخلي                          |

## الأسباب
تتضمن الأسباب المختلفة للناسور:
| الفئة        | التفصيل |
| ------------ | --- |
| أمراض        | مرض الأمعاء الالتهابي في شكل داء كرون ـ ولكن ليس التهاب القولون التقرحي ـ هي الأسباب الرئيسية للناسور الشرجي المستقيمي، ناسور معوي ـ معوي، وناسور معوي جلدي. الشخص المصاب بالمرحلة الثالثة الحادة من التهاب الغدة العرقية القيحي سيصاب أيضا بالناسور. |
| العلاج الطبي | يمكن أن تؤدي مضاعفات جراحة المرارة إلى ناسور في القناة الصفراوية. العلاج الإشعاعي يمكن أن يؤدي إلى ناسور مثاني مهبلي. يمكن خلق ناسور شرياني وريدي متعمد، كما هو موضح أدناه في "الاستخدام العلاجي". |
| إصابة        | يمكن أن تؤدي صدمات الرأس إلى ناسور تيهي ، في حين أن الصدمة في أجزاء أخرى من الجسم يمكن أن تسبب ناسور شرياني وريدي. يمكن أن تؤدي الولادة المتعسرة إلى نواسير مثانية ـ مهبلية ومستقيمية ـ مهبلية. يحدث ناسور الولادة عندما يتم قطع تدفق الدم إلى أنسجة المهبل والمثانة (و / أو المستقيم) أثناء الولادة المتعسرة لفترة طويلة. تموت الأنسجة وتشكل فجوة حيث يمر البول و / أو البراز بشكل غير منضبط. قد تحدث أيضًا نواسير مثانية ـ مهبلية، ومستقيمية مهبلية بسبب الاغتصاب، ولاسيما الاغتصاب الجماعي والاغتصاب بالأجسام الغريبة، كما يتضح من عدد النساء المرتفع بشكل غير طبيعي في مناطق النزاع اللواتي عانين من النواسير. في عام 2003، قدمت آلاف النساء في شرق جمهورية الكونغو الديمقراطية أنفسهن للعلاج من ناسور الإصابة الناجم عن الاغتصاب الجماعي العنيف الذي وقع خلال سنوات الحرب الخمس في البلاد. تم الإبلاغ عن الكثير من الحالات حيث اعتبر تمزيق المهبل إصابة في الحرب وسجلها الأطباء على أنها جريمة نزاع. |

## العلاج
يختلف علاج الناسور بناء على سبب الإصابة بالناسور ومداه، ولكنه غالبًا ما يتضمن التدخل الجراحي مع العلاج بالمضادات الحيوية.
عادة ما تكون الخطوة الأولى في علاج الناسور هي الفحص من قبل الطبيب لتحديد مدى و «الطريق» الذي يسلكه الناسور عبر الأنسجة.
في بعض الحالات، تتم تغطية الناسور بشكل مؤقت، على سبيل المثال، غالباً ما يعالج الناسور الناجم عن الحنك المشقوق بسدادة حلقية لتأخير الحاجة لعملية جراحية لعمر أكثر ملاءمة.
وغالبا ما تكون هناك حاجة لعملية جراحية لضمان التصريف المناسب للناسور (حيث يمكن أن يتسرب القيح بدون تشكيل خراج). هناك العديد من الإجراءات الجراحية التي يتم استخدامها بشكل شائع، وأكثرها شيوعًا في عملية استئصال الناسور، وضع خزامة (وهو حبل يمر عبر مسار الناسور لإبقائه مفتوحًا للتصريف) ، أو إجراء وضع سديلة داخل المستقيم (حيث يتم سحب الأنسجة السليمة على الجانب الداخلي من الناسور لمنع البراز أو غيره من المواد من إعادة العدوى إلى القناة). يتضمن العلاج ملء الناسور بغراء الفيبيرين. أيضا طريقة سده باستخدام سدادات مصنوعة من تحت مخاطية الأمعاء الدقيقة للخنازير تم استكشافها في السنوات الأخيرة، مع نسب نجاح متغيرة. جراحة النواسير الشرجية لا تخلو من آثار جانبية، بما في ذلك العودة، والعدوى، وسلس البول. ارتفاع معدل عودة الناسور والمزيد من الفرص لمضاعفات مثل سلس البول دائما ما تكون موجودة في جراحات الناسور (الناسور الشرجي).
من المهم ملاحظة أن العلاج الجراحي للناسور بدون تشخيص أو إدارة الحالة الأساسية، إن وجدت، غير موصى به. على سبيل المثال، يمكن أن يكون العلاج الجراحي للنواسير في مرض كرون فعالا، ولكن إذا لم يتم علاج مرض كرون نفسه، فإن معدل تكرار الإصابة بالناسور مرتفع جدًا (أعلى بكثير من 50٪).

## الاستخدام العلاجي
في الأشخاص الذين يعانون من الفشل الكلوي، والذين يحتاجون إلى غسيل الكلى، غالباً ما يتم إنشاء ناسور كيمينو بشكل متعمد في الذراع عن طريق جراحة قصيرة ليوم من أجل السماح بسحب الدم بشكل أسهل لغسيل الكلى.
كعلاج جذري لارتفاع ضغط الدم البابي، ينتج الخلق الجراحي للناسور البابي الأجوفي تشابك بين الوريد البابي الكبدي وبين الوريد الأجوف السفلي عبر الفتحة الثربية (لوينسلو). هذا يعفي الجهاز الوريدي البابي من الضغط العالي الذي يمكن أن يسبب دوالي المريء، ورأس الميدوزا، والبواسير.

## أصل التسمية
المسمي اللاتيني لكلمة الناسور (fistula) يعني حرفيا الأنبوب أو الغليون.